# Gare de Saint-Vit
Gare de Saint-Vit vasútállomás Franciaországban, Saint-Vit településen.

## Vasútvonalak
Az állomást az alábbi vasútvonalak érintik:
- Dole–Belfort-vasútvonal

## Kapcsolódó állomások
A vasútállomáshoz az alábbi állomások vannak a legközelebb:
- Gare de Ranchot
- Gare de Dannemarie - Velesmes